# Alexianer in Mechelen

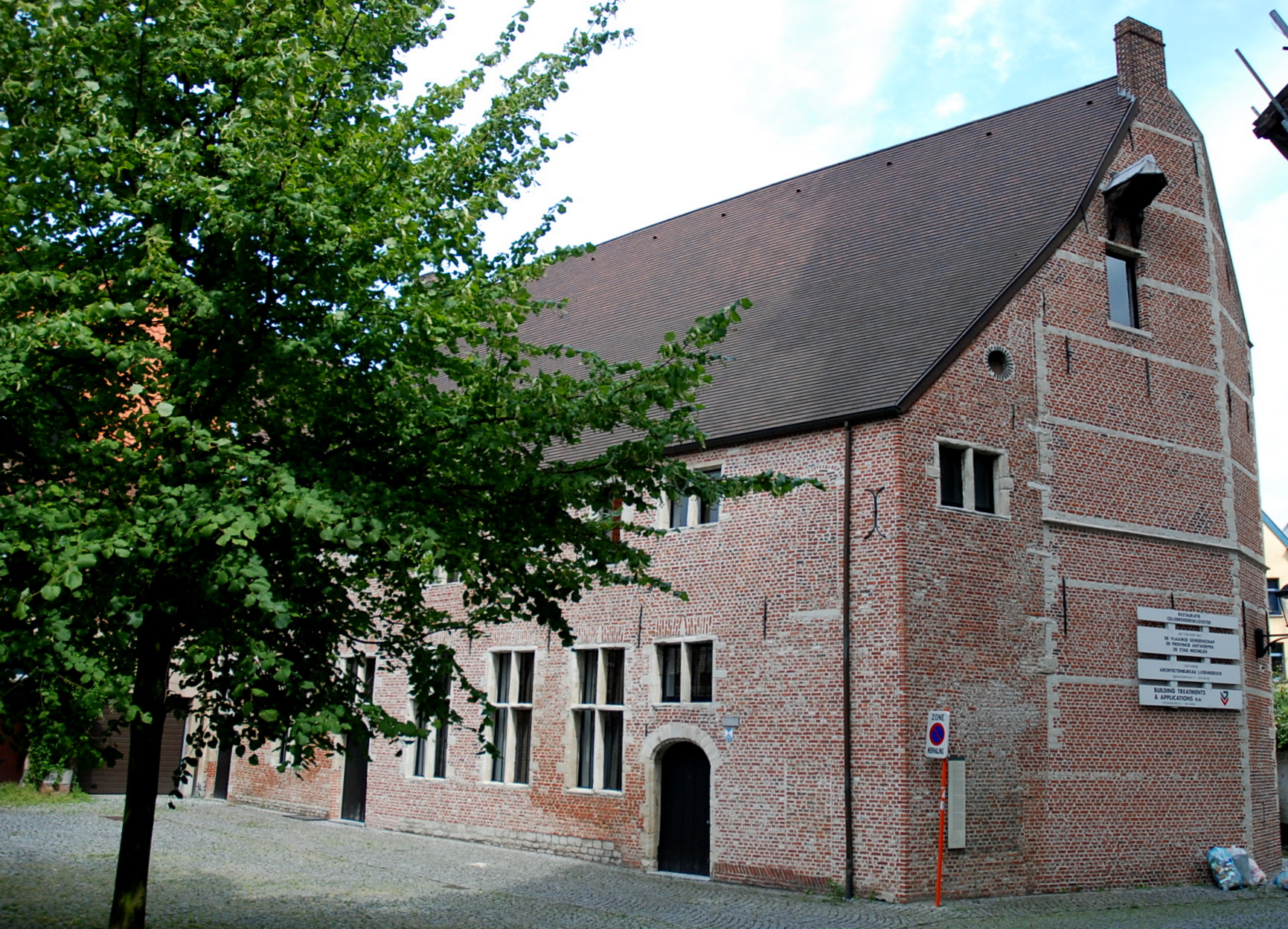
Cellitenhof von 1448, UNESCO-Weltkulturerbe

Alexianer (niederländisch Cellenbroeders) gab es in Mechelen in Flandern  vom 14. bis zum 20. Jahrhundert.

## Erste Celliten
Die ersten Celliten (niederländisch zuerst Matemans) kamen wahrscheinlich im 14. Jahrhundert nach Mechelen. Das überlieferte angebliche  Jahr der Niederlassung 1305 ist möglicherweise zu früh, spätestens um 1400 gab es jedoch einen Konvent der Brüder in der Stadt.

## Innenstadt

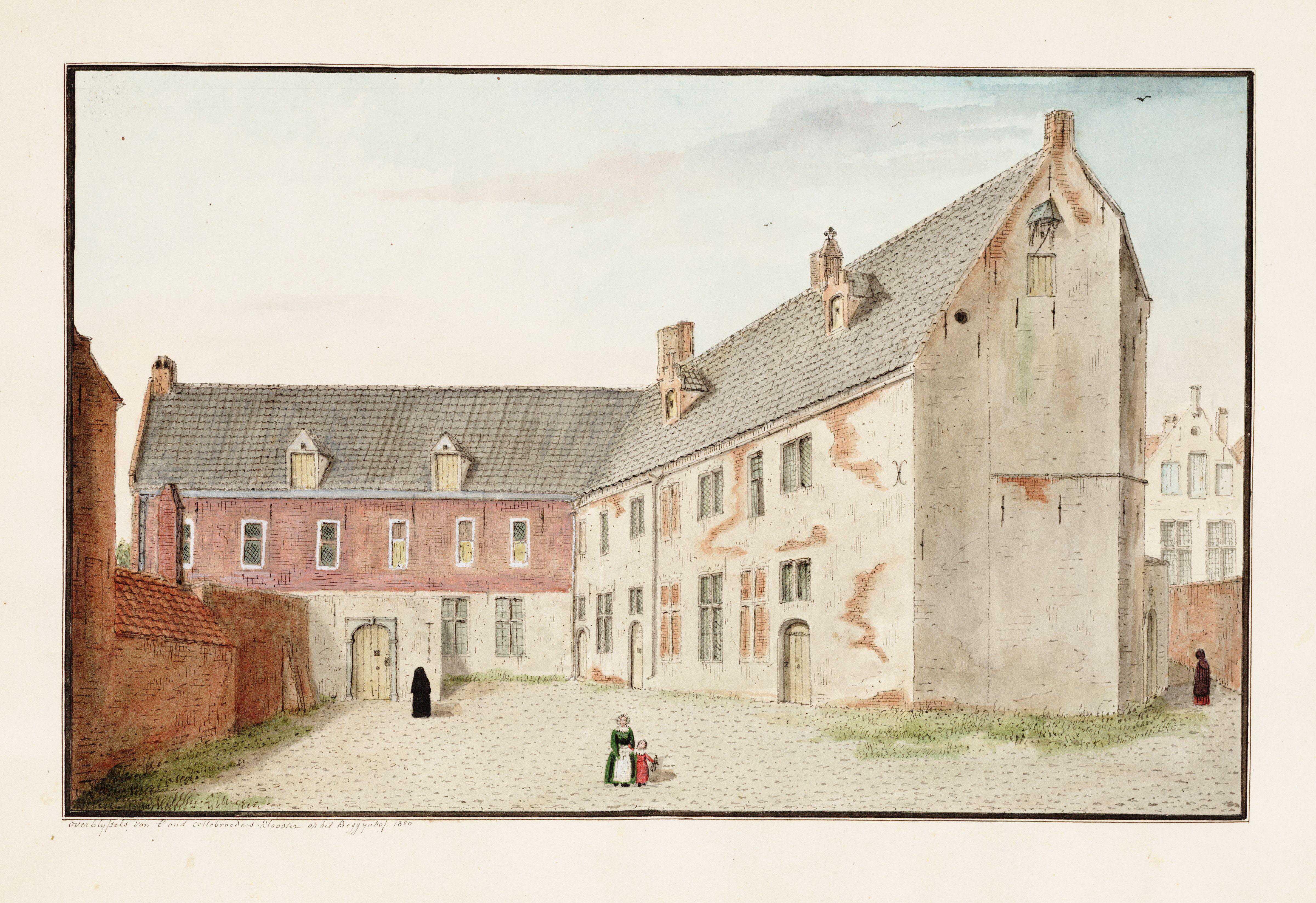
Reste der Klostergebäude, 1850, in dieser Form erhalten

Seit 1448 bewohnten Celliten einen Komplex in der Altstadt. Dieser bestand aus drei Flügeln, die U-förmig um einen Hof gruppiert waren. Dazu gehörte auch eine St.-Alexius-Kapelle.
Sie widmeten sich vor allem der Krankenpflege und Totenbestattung.
1614 übergaben sie die Anlage den Beginen des angrenzenden Beginenhofs. Diese nutzten sie als Knabenschule St. Katharinen.
Der Ost- und Nordflügel sind erhalten und gehören zum Weltkulturerbe des Großen Beginenhofes (Cellebroederstraat 13; Begijnenkerkhof 5–6, 7).

## Hof van  Nassau

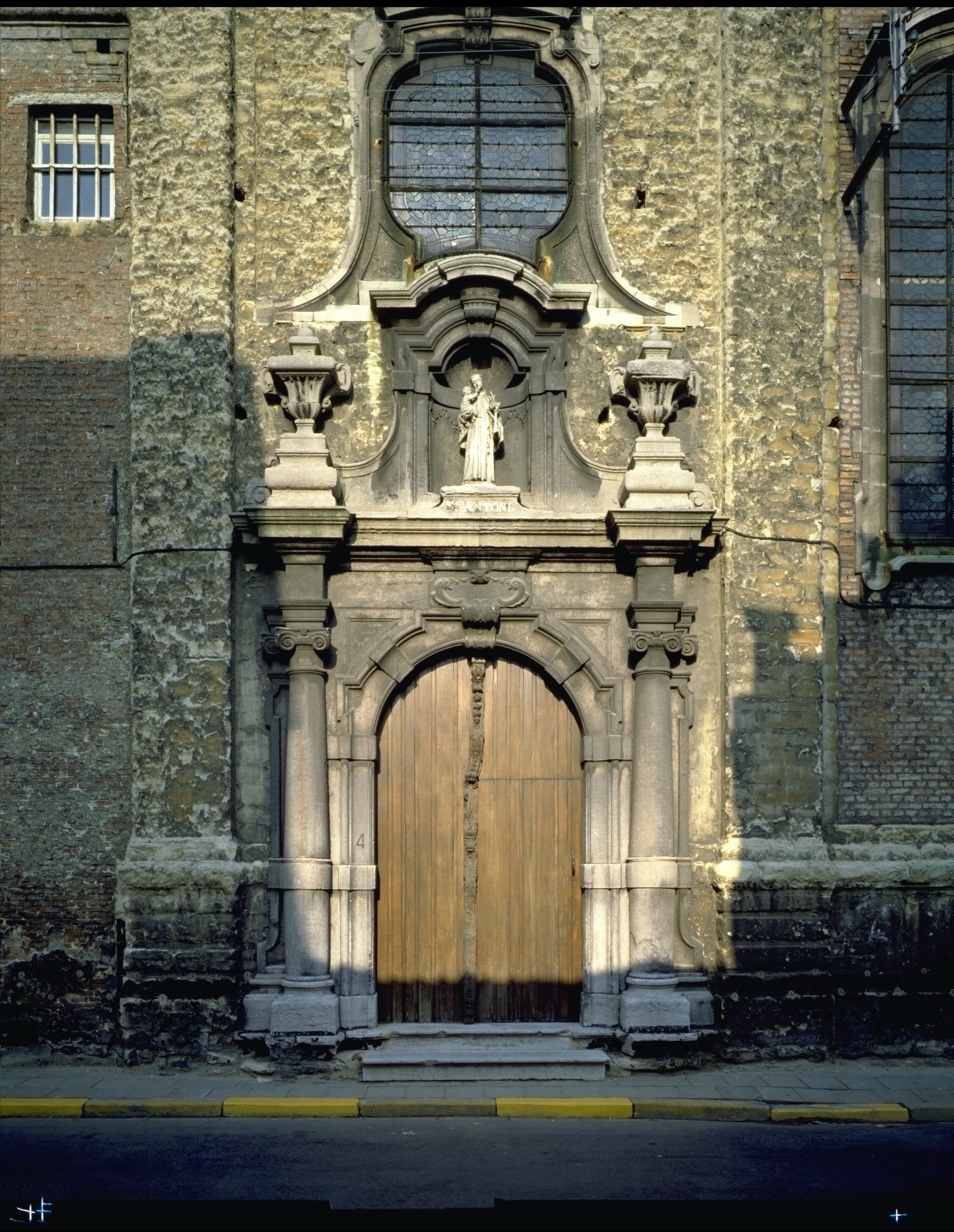
Portal der ehemaligen Zellenbrüderkapelle

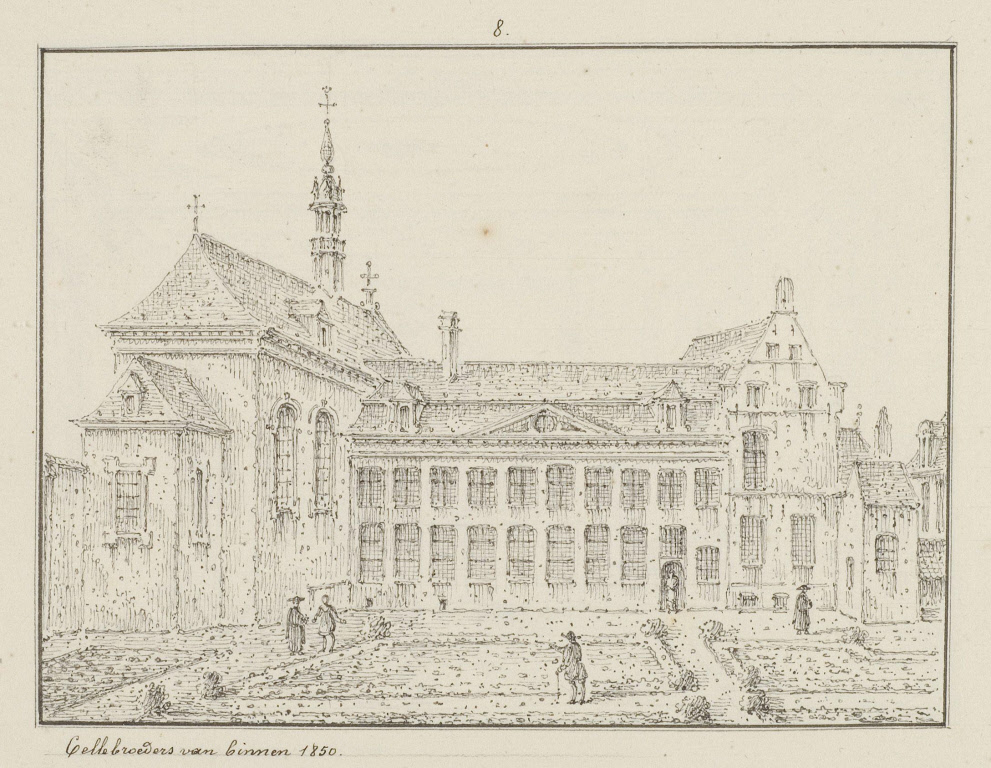
Ansicht auf das Kloster, 1850

Die Alexianer zogen auf den Hof van Nassau in der heutigen Nokerstraat. Dort errichteten sie 1710 ein neues Gebäude und 1727 eine neue Kapelle. Diese ist erhalten.
1909 übergaben sie den Komplex an Franziskanerinnen und zogen nach Strombeek-Bever.